# FK Klaipėda
FK Klaipėda is een Litouwse voetbalclub uit Klaipėda.
De club werd in 2005 opgericht als FK Glestum. In 2009 werd de huidige naam aangenomen en na een uitbreiding van de A Lyga in 2010 kwam de club op het hoogste niveau te spelen. Voor het seizoen 2012 werd geen licentie aangevraagd.

## Externe link

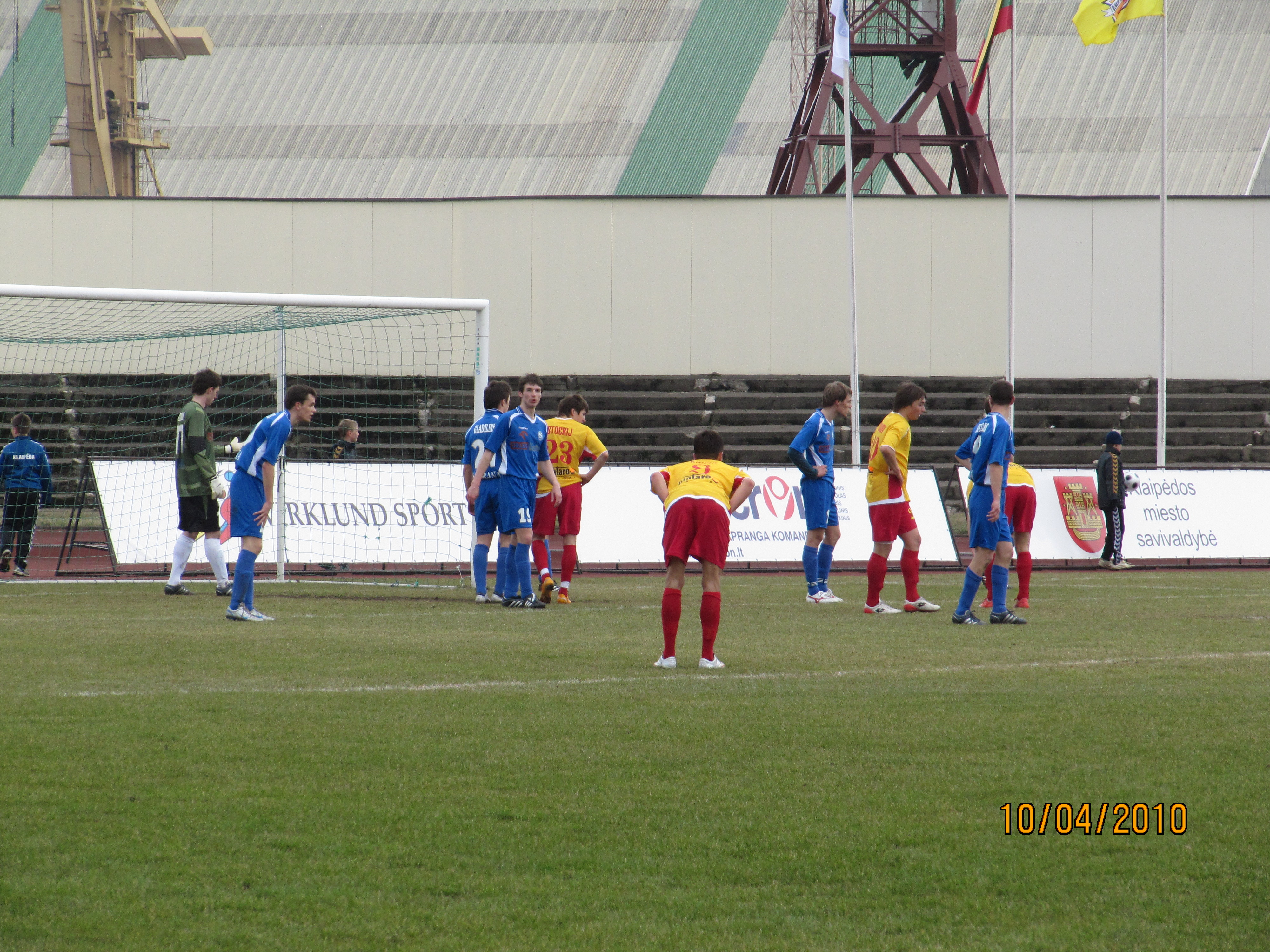
Wedstrijd tegen FK Mažeikiai in het Miesto centrinis stadionas